# Lapoisse et Jobard
Lapoisse et Jobard est une série télévisée québécoise en 52 épisodes de 25 minutes diffusée du 1er octobre 1997 à 1999 sur le Canal Famille.

## Synopsis
Lapoisse et Jobard est l’histoire d’un agent de police d’une petite ville et comme son nom le dit il ne fait que des gaffes mais bizarrement résout toujours les problèmes avec l’aide de son acolyte Jobard. Dans la première saison le chef de police qui reçoit les plaintes et les coups de la maladresse de Lapoisse rêve de le renvoyer, mais malheureusement Lapoisse est de la famille du maire. Dans la saison 2 il prend sa retraite et souhaite bonne chance à sa remplaçante et l’avertit de se méfier de Lapoisse.

## Distribution
- Michel Laperrière : Lapoisse
- Ghyslain Tremblay : Jobard (saison 1)
- Richard Lalancette : Jobard (saison 2)
- André Montmorency : Kloterboc
- Claude Prégent : Monsieur Directeur
- Sylvie Boucher : Marie-Anne
- Sonia Vachon : Mme Lepine
- Philippe Coté : Félix

## Fiche technique
- Scénarisation : François Boulay, Claude Landry, Isabelle Langlois, Louis-Philippe Morin, Christine Séguin
- Réalisation : André Guérard et Michel Laperrière
- Société de production : Cirrus Communications